# 卡斯泰德康多
卡斯泰德康多（法語：Casteide-Candau，法語發音：[kastɛd kɑ̃do]）是法国大西洋比利牛斯省的一个市镇，属于波城区。

## 地理
卡斯泰德康多（43°30'54"N, 0°33'44"W）面积9.24 平方千米，位于法国新阿基坦大区大西洋比利牛斯省，该省份为法国东南部省份，涵盖了贝阿恩与北巴斯克，西临大西洋比斯開灣，北至朗德省，东北接热尔省，东临上比利牛斯省，南与西班牙接壤。
与卡斯泰德康多接壤的市镇（或旧市镇、城区）包括：蒙热、阿尔热特、阿热托班、莫尔拉讷、圣梅达尔。

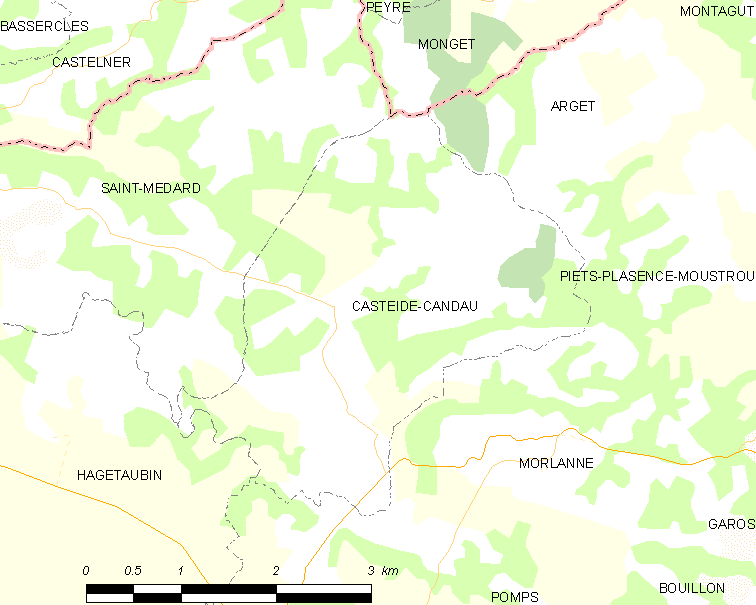
卡斯泰德康多的OSM定位图

卡斯泰德康多的时区为UTC+01:00、UTC+02:00（夏令时）。

## 行政
卡斯泰德康多的邮政编码为64370，INSEE市镇编码为64172。

## 政治
卡斯泰德康多所属的省级选区为阿尔蒂克斯和苏贝斯特尔地区县。

## 人口

1962-2008年间卡斯泰德康多人口变化图示

卡斯泰德康多于2022年1月1日时的人口数量为293人。